# إدوين موفيل
إدوين موفيل (بالإسبانية: Edwin Móvil)‏ هو لاعب كرة قدم كولومبي في مركز الوسط، ولد في 5 يوليو 1986 في بارانكيا في كولومبيا. لعب مع أونس كالداس ونادي أتليتيكو بيلغرانو.

## وصلات خارجية
- إدوين موفيل على موقع الاتحاد الدولي (مؤرشف)  (الإنجليزية)
- إدوين موفيل على موقع قاعدة بيانات كرة القدم.إي يو (الإنجليزية)
- إدوين موفيل على موقع Soccerway.com (الإنجليزية)
- إدوين موفيل على موقع AS.com (الإسبانية)